# 계용묵
계용묵(桂鎔默, 1904년 9월 8일~1961년 8월 9일)은 대한민국의 소설가, 시인, 수필가, 언론 기자, 작가, 기업인이다. 본관은 수안(遂安)이자, 호(號)는 우서(雨西)이고, 다른 이름은 하태용(河泰鏞)이었다.

## 생애

### 일생
정치나 이념을 자제하고 또한 계몽적이지 않은 순수 문학을 지향했다는 평가를 받는 그는 평안북도 선천에서 출생하였고, 한때 경기도 개성과 평안남도 평양에서 잠시 유아기를 보낸 적이 있으며, 본관은 수안(遂安)이고 아호(雅號)는 우서(雨西)이다.
그는 평안북도 선천의 대지주 집안에서 아버지 계항교(桂恒敎)의 1남 3녀 중 장남으로 출생하였다. 그의 할아버지인 계창전(桂昌琠)은 조선 말기에 참봉을 지냈다. 아울러 계용묵 그에게는 이복 여동생이 3명 있었다.
1904년 9월 8일 평안북도 선천에서 아버지 계항교(桂恒敎)와 아버지의 총각 시절 연인이었던 진주 하씨 여인(晋州 河氏 女人) 사이에서 출생하였고 어린 시절에는 외가 집안인 진주 하씨 경기도 개성 외갓집 사저촌과 평안남도 평양 외갓집 종가에서 외조부 하재천(河載玔, 1905년 12월 하세)과 둘째 외숙부 하원(河洹, 1906년 6월 하세)의 호적에 올라 하태용(河泰鏞)이라는 이름을 받았다가 외조부(外祖父)와 외중부(外仲父, 둘째 외숙부)가 별세하고 생모 진주 하씨 여인마저 경기도 개성 여관주점에서 부점주로 일하다가 1908년 1월 16일에 끝내 병사하자 우여곡절(迂餘曲折) 끝에 생부 계항교(桂恒敎)의 평안북도 선천 친가 가노들에게 평안남도 평양에서 포섭되어 1908년 2월에 평안북도 선천 향리로 재귀향하게 되는데 그 사이에 생부 계항교(桂恒敎)는 1906년 3월에 죽산 박씨(竹山 朴氏) 부인과 이미 정식 결혼을 하고 난지 두 해 남짓이 지났고 아직 다섯살박이였던 계용묵이 1908년 2월 29일, 평안북도 선천 귀향 당시 생부 계항교(桂恒敎)와 계모 죽산 박씨(竹山 朴氏) 부인 사이에 출생한 생후 6개월 이복 누이동생 1명도 있었다. 하여 1908년 2월 29일을 기하면서 다섯살바기 계용묵은 하태용(河泰鏞)이 아닌 계용묵(桂鎔默)으로 다시 불리며 평안북도 선천 향리 본가에서 자라났다. 그 후로 아버지 계항교(桂恒敎)는 계모 죽산 박씨(竹山 朴氏) 부인 사이에 2녀(두 딸)를 더 얻으면서 계용묵(桂鎔默)은 모두 이복 누이동생 3명을 보았고 한편 1911년 평안북도 선천 삼봉보통학교 입학을 하였으며 동교 4학년 재학 중이던 1914년 당시에 안정옥(5년 연상녀)과 결혼을 하였다.
1917년 삼봉보통학교를 졸업한 그는 경성(서울)으로 상경하여 휘문고등보통학교를 다녔지만, 그 당시 아직도 보수적 성향이던 할아버지 계창전(桂昌琠)에 의해 강제로 고향에 끌려갔다. 그 이후 또다시 아내(안정옥 여사)와 함께 경성으로 도주하듯 유학하여 1923년 경성부에서 아들(맏이 계명원)을 얻었지만, 아무리 애아버지로 성장하는 등 그토록 성인이 된 뒤 그는 순수 문학의 열망이 타오르는 자신의 마음과는 달리 결국, 상당히도 건강이 쇠하여 20대 시절이라는 청년기에는 가난과 질병으로 고통받았다. 문학 수련에 전념하다가 결국 문예적인 집중에 실패하자 1928년 당시 부인 순흥 안씨(안정옥 여사)와 만으로 다섯살짜리 맏아들(계명원)을 함께 대동(동반)하여 뒤늦게 일본으로 유학, 도요 대학교 철학과를 다니기도 했으며 1929년 일본 도쿄에서 딸(막내 계정원)을 얻었다.
1920년 《새소리》라는 소년 잡지에 《글방이 깨어져》라는 습작 소설을 발표하여 소설가로 첫 등단하였고 1925년 《생장》이라는 잡지에 《부처님 검님 봄이 왔네》라는 시를 발표하여 시인으로 등단하였으며 1927년 《상환》을 《조선문단》에 발표하여 본격적인 소설가로 등단하였다.
《최서방》, 《인두지주》 등 현실적이고 경향적인 작품을 발표하였으나 이후 약 10여년 가까이 절필하였다. 한때 그는 〈조선일보사〉에 입사하여 기자로 활동하기도 했다. 1935년 인간의 애욕과 물욕을 그린 《백치 아다다》를 발표하면서부터 순수문학을 지향하였고 1942년 수필가로도 등단하였다. 비교적 작품을 많이 발표하지는 않았지만, 묘사가 정교하여 단편 소설에서는 압축된 정교미를 잘 보여주었다. 대표작으로 《병풍 속에 그린 닭》, 《상아탑》 등이 있다.
1936년에서부터 평북 선천 고향을 떠나 경성부(서울)로 이사했으며, 9년 후 1945년 8월 15일 경성부(서울)에서 광복(을유해방)을 목도했고, 그가 발표한 소설들은 모두 단편이었다. 장편은 딱 하나 집필해서 탈고했으나, 원고를 분실하는 바람에 발표되지 못했다.

### 사망
현대문학에 《설수집》을 연재하던 도중, 1961년 8월 9일 당시에, 서울특별시 성북구 정릉동 정릉재건주택 85호 자택에서 위암으로 사망하였다. 그의 유해는 현재 현충원에 안장되어 있다.

## 학력
- 평안북도 선천 삼봉보통학교 졸업(1917년 3월)
- 경성중동고등보통학교 1학년 1학기 전퇴(1917년 9월) → 경성 휘문고등보통학교 졸업(1923년 3월)
- 일본 도쿄 도요 대학교 철학과 2학년 1학기 전퇴(1929년 9월) → 일본 도쿄 도요 대학교 동양학과 2학년 2학기 중퇴(1930년 3월) → 일본 도쿄 세이소쿠 영어학교 1학년 2학기 중퇴(1932년 3월)

## 같이 보기
- 백치 아다다

## 참고 문헌
- 이 문서에는 다음커뮤니케이션(현 카카오)에서 GFDL 또는 CC-SA 라이선스로 배포한 글로벌 세계대백과사전의 내용을 기초로 작성된 글이 포함되어 있습니다.